# Festival de Glastonbury

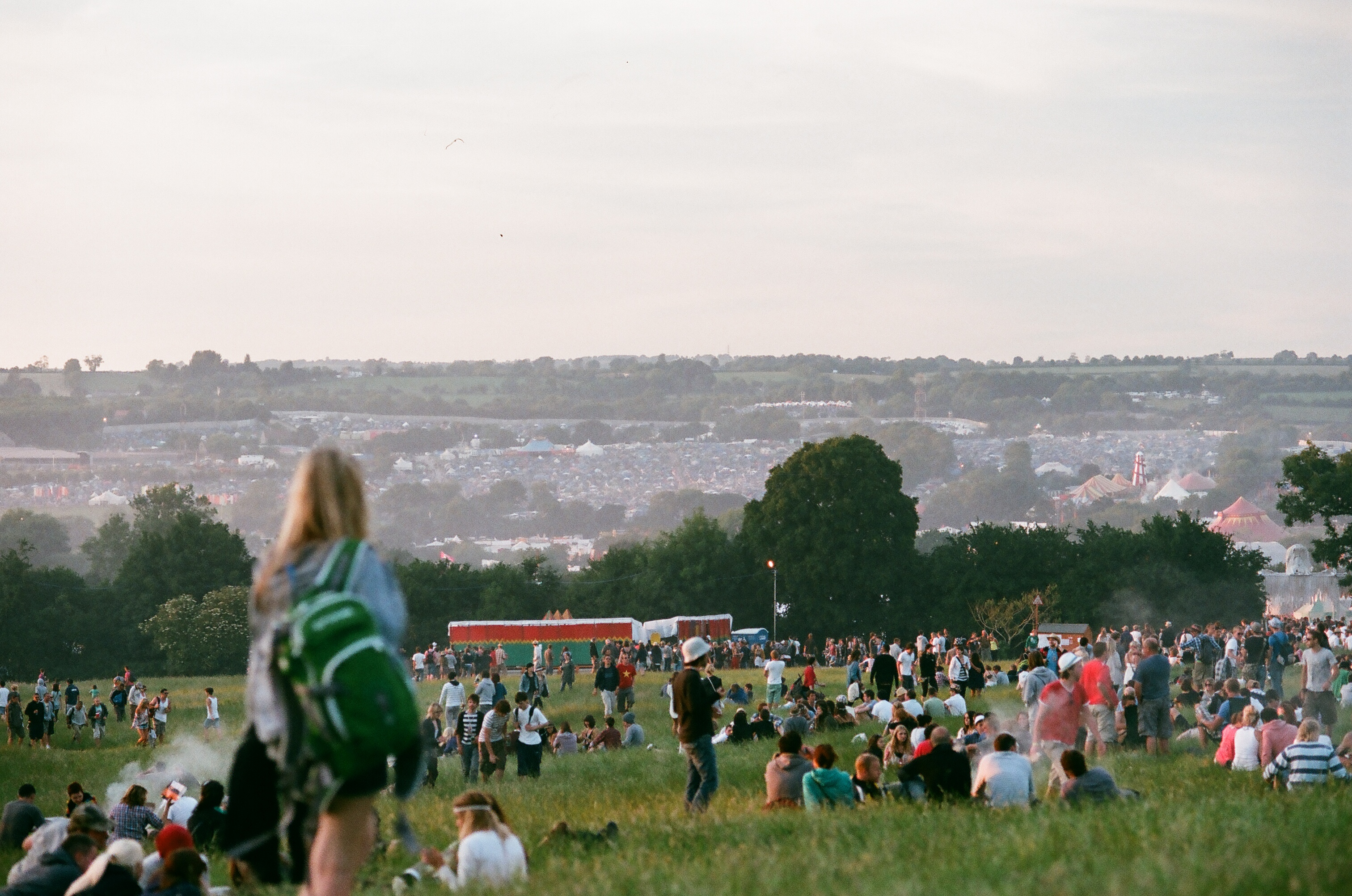

El Glastonbury Festival of Contemporany Performing Arts o Festival de Glastonbury és un festival d'arts escèniques que té lloc prop de Pilton (Anglaterra), conegut per la seva música contemporània i també per la dansa, comèdia, teatre, circ, cabaret i altres espectacles.
L'organitzador del festival, Michael Eavis, un camperol en una vall de Somerset digué que decidí organitzar el primer festival, aleshores anomenat Festival de Pilton, després de veure un concert a l'aire lliure de Led Zeppelin al Festival de Bath el 1970. Els primers festivals a la dècada dels anys 1970 es veieren influïts per l'ètica hippi i pel moviment de festivals gratuïts. El festival manté vestigis d'aquesta tradició, com la zona de Green Fields (camps verds), que inclou Green Futures (verds futurs) i Healing Fields (camps de guarició). Després de la dècada de 1970 el festival es dugué a terme gairebé tots els anys i cresqué considerablement.